# Björköfjärden, Åboland
Björköfjärden är ett sund i Finland. Det ligger i landskapet Egentliga Finland, i den södra delen av landet, 140 km väster om huvudstaden Helsingfors.
Björköfjärden ligger mellan Kirjalaön i norr, Lielaxön i öster och Kyrklandet i väster. Den har förbindelse med fjärden Vapparn i nordväst genom Hessund och med Pito sund genom Muddaisfjärden i söder.